# 202614 Kayleigh
202614 Kayleigh este un asteroid din centura principală de asteroizi.

## Descriere
202614 Kayleigh este un asteroid din centura principală de asteroizi. A fost descoperit pe 30 aprilie 2006 la Kambah de D. Herald. Asteroidul prezintă o orbită caracterizată de o semiaxă mare de 2,68 ua, o excentricitate de 0,10 și o înclinație de 13,7° în raport cu ecliptica.